# Adesmus postilenatus
Adesmus postilenatus là một loài bọ cánh cứng trong họ Cerambycidae.